# 彼女たちの禁忌
『彼女たちの禁忌』とは、2006年9月1日にFlyingShine黒から発売されたアダルトゲーム。

## ゲームシステム
催眠術によって性格が変化した少年を女たちが弄ぶ中で、彼女たち自身の隠れた性癖があらわになっていく様子を描いたアダルトアドベンチャーゲーム。

## あらすじ
平凡な少年・斉藤芳樹は、ある日、自身が通う学園の教師である安野 典子から、「貴方の性格を変えてあげるから、私の奴隷になってくれないかしら」と持ちかけられる。安易な気持ちでその提案を受け入れた芳樹は、催眠術により、文武両道のエリート学生でありながら典子の性奴隷でもあるという二面性を持った人物に変貌した。
それからしばらくしたある日、二人の情事が生徒会長である塚田美紀に見つかり、典子は美紀に芳樹を二人で共有しないかと持ちかける。学園の人気者を奴隷にできるという誘惑に負けた美紀はその提案を承諾。
かくして、彼女達の欲望が炸裂していく結果となった。

## 登場人物
斉藤 芳樹（さいとう よしき）
主人公。香蘭学園2年生。それまではどこをとっても平凡な人物だったが、催眠術により性格が一変し、執行委員会副会長の座を射止めるまでになった。
ある特定の言葉により催眠のスイッチが入り、性奴隷と化する他、催眠状態でなくても忠誠を誓った女性に対して親切にふるまう。
塚田 美紀（つかだ みき）
声：早乙女綾
香蘭学園3年生で、生徒会長を務めている。
家柄も将来も完璧な優等生だが人生にストレスを感じており、性奴隷としての芳樹とかかわったことが原因でだんだん欲望に忠実な面が現れてくる。
上野 雅恵（うえの まさえ）
声：楠鈴音
香蘭学園2年生。生徒会書記を務めるほか、図書委員も掛け持ちしている。引っ込み思案な眼鏡っ娘で、これまでからかわれても一緒になって笑ってきた。
谷本 歩夢（たにもと あゆむ）
声：町田あみ
香蘭学園1年生。美紀を御姉様と慕い生徒会によく顔を出す一方、雅恵のことを見下している。
ゴスロリやオカルトに興味を持ち、彼女の趣味はファッションにもあらわれている。
安野 典子（あんの のりこ）
声：榎津まお
芳樹のいとこで、彼に催眠術をかけた張本人。香蘭学園で社会科教諭を務める傍ら生徒会顧問も務めている。学園では男性に人気があり、影の権力者としてもみなされることがある。

## スタッフ
- 原画：鳩
- シナリオ：万場拳